# Joan Cros i Cortés
Joan Cros i Cortés   (Manlleu, 5 de maig de 1989) és un pilot de motocròs català. Conegut com a Joanet Cros o Joan Cros Jr. (el seu pare, Joan Cros i Burch, fou un conegut pilot de motocròs al tombant de la dècada del 1970), ha estat diverses vegades campió de Catalunya i d'Espanya de motocròs i de supercross i ha competit amb èxit a escala internacional. Durant la temporada de curses resideix als Estats Units, on competeix al Campionat AMA de supercross (una competició amb rang de campionat del món).

## Biografia
Joan Cros va començar a córrer amb motocicleta a només 4 anys. Va disputar la seva primera cursa el 1993 al costat d'Edgar Torronteras a Martorelles, amb una Mecatecno de 50 cc. A 6 anys va disputar la seva primera cursa espanyola a La Bañeza, per a la qual els seus pares van haver de demanar un permís especial a la RFME a causa de la curta edat de Joanet. El 1995, Joan Cros va estrenar una Kawasaki KXF 60cc del Team JCR, propietat del seu pare. El 1999 fou campió de Catalunya aleví de 65cc.
Joan Cros va començar la seva carrera com a pilot professional després de guanyar el Campionat d'Espanya Juvenil (85cc) el 2001, a 12 anys. Ben aviat va començar a obtenir èxits en aquesta mateixa cilindrada: campió de Catalunya (2002 i 2004), subcampió d'Espanya (2003 i 2004) i dotzè al mundial júnior (2004). El 2005 va pujar a la categoria MX2 amb una Suzuki 125c i en fou campió de Catalunya.
De cara al 2006, Kawasaki li va oferir un contracte com a pilot oficial de cinc anys de durada, allargat després fins als set. Amb aquesta marca, Cros va ser campió d'Espanya de supercross (SX2) els anys 2008 i 2009 i subcampió d'Espanya de motocròs (MX2) el 2009. El 2010 va passar a Suzuki, amb la qual acabà catorzè al Campionat de Europa en MX2. Durant aquella època, Joan Cros participà en nombroses proves internacionals dels campionats de Bèlgica, Països Baixos, Irlanda i França.
El 2011, Cros va pujar a la categoria superior del campionat estatal, MX1, on va competir amb Honda i acabà nominat rookie (debutant) de l'any. El 2012 va tornar a canviar d'equip, aquest cop a KTM. Amb la moto austríaca es va proclamar campió d'Espanya de supercross (SX1) el 2016, any en què va debutar al mundial de MX1 (abans, del 2012 al 2014, ja havia competit al de MX3).
El 2017, Joan Cros va fer la seva primera incursió al campionat AMA de Supercross, on va tornar esporàdicament el 2018. Finalment, el 2019 en va poder seguir la temporada completa (tant la de la categoria SX250 West Coast com la de la SX450 East Coast) amb l'equip Team TXS Productions. Fou el primer català a completar tota una temporada d'aquest campionat. Aquell any va canviar a Yamaha i va guanyar el seu quart títol de campió d'Espanya de Supercross, aquesta vegada en categoria Open.
Les temporades del 2020 i 2021, Joan Cros va competir a l'AMA Supercross en la categoria màxima, SX450. De cara al 2022, anuncià que hi seguiria participant amb el mateix equip i amb la nova Kawasaki, marca a la qual havia tornat el 2021.

## Palmarès
Font:
- 4 Campionats de Catalunya de motocròs
  - 65cc aleví: 1999
  - 85cc: 2002 i 2004
  - MX2: 2005
- 1 Campionat d'Espanya de motocròs Juvenil 85cc (2001)
- 4 Campionats d'Espanya de Supercross
  - SX2: 2008 i 2009
  - SX1: 2016
  - Open: 2019

Podis en curses internacionals de Supercross
- Dos segons llocs al SX European d'Eslovàquia (2015-2016)
- Dos segons llocs al SX Internacional de Finlàndia (2016-2017)
- Tercer al SX Internacional de Finlàndia (2018)

### Resultats al Campionat d'Espanya
Font:
| Any  | Motocicleta | Motocròs | Motocròs | Supercross | Supercross |
| Any  | Motocicleta | Classe   | Posició  | Classe     | Posició    |
| ---- | ----------- | -------- | -------- | ---------- | ---------- |
| 2008 | Yamaha      | MX2      | ?        | SX2        | 1r         |
| 2009 | Kawasaki    | MX2      | 2n       | SX2        | 1r         |
| 2010 | Kawasaki    | MX2      | ?        | SX2        | ?          |
| 2011 | Kawasaki    | MX2      | ?        | SX2        | ?          |
| 2012 | Suzuki      | MX1      | 4t       | SX1        | ?          |
| 2013 | Suzuki      | MX1      | 3r       | SX1        | ?          |
| 2014 | KTM         | MX1      | 3r       | SX1        | 5è         |
| 2015 | KTM         | MX1      | 10è      | SX1        | 4t         |
| 2016 | KTM         | MX1      | 7è       | SX1        | 1r         |
| 2017 | KTM         | MX1      | 8è       | SX1        | ?          |
| 2018 | KTM         | MX1      | 23è      | Open       | 3r         |
| 2019 | Yamaha      | MX1      | -        | Open       | 1r         |